# 国道326号
国道326号（こくどう326ごう）は、宮崎県延岡市から大分県豊後大野市に至る一般国道である。

## 概要
以前は川の上流、渓谷に沿って建設していたため、幅員が狭く1車線の狭隘な道路が続き、離合が困難な箇所が多かったが、1980年代から道路の拡幅やバイパス道路整備などの道路改良が行われ、1998年（平成10年）の桑の原トンネルの開通をもって全線2車線の快走道路となった。この道路改良により国道10号宗太郎越と時間距離が逆転したため、以後一般道路で大分市方面と宮崎県間を結ぶメインルートとして実質的に国道10号のバイパスの役目を果たしている。また歴史的にも、明治期に現国道10号のルートが国道指定されるまでは、本路線が踏襲している旧日向街道が日豊間のメインルートであったため、原点回帰をした形となっている。

### 路線データ
一般国道の路線を指定する政令 に基づく起終点および重要な経過地は次のとおり。
- 起点：延岡市（国道10号・国道388号上、国道218号終点）
- 終点：大分県大野郡犬飼町[注釈 2]（久原交差点 = 国道10号交点）
- 重要な経過地：宮崎県東臼杵郡北川町[注釈 3]、大分県大野郡三重町[注釈 2]
- 主な経由地：大分県佐伯市
- 総延長 : 67.4 km（大分県 39.8 km、宮崎県 27.6 km）重用延長を含む。[2][注釈 4]
- 重用延長 : 13.2 km（大分県 - km、宮崎県 13.2 km）[2][注釈 4]
- 未供用延長 : なし[2][注釈 4]
- 実延長 : 54.2 km（大分県 39.8 km、宮崎県 14.4 km）[2][注釈 4]
  - 現道 : 54.2 km（大分県 39.8 km、宮崎県 14.4 km）[2][注釈 4]
  - 旧道 : なし[2][注釈 4]
  - 新道 : なし[2][注釈 4]
- 指定区間：国道10号と重複する区間（宮崎県延岡市昭和町（起点） - 曽立交差点）[3]

## 歴史
- 1970年（昭和45年）4月1日 - 「一般国道の路線を指定する政令[1]」の一部を改正する政令（昭和44年12月4日政令第280号）により、一般国道326号（宮崎県延岡市 - 大分県大野郡犬飼町）として指定。

## 路線状況

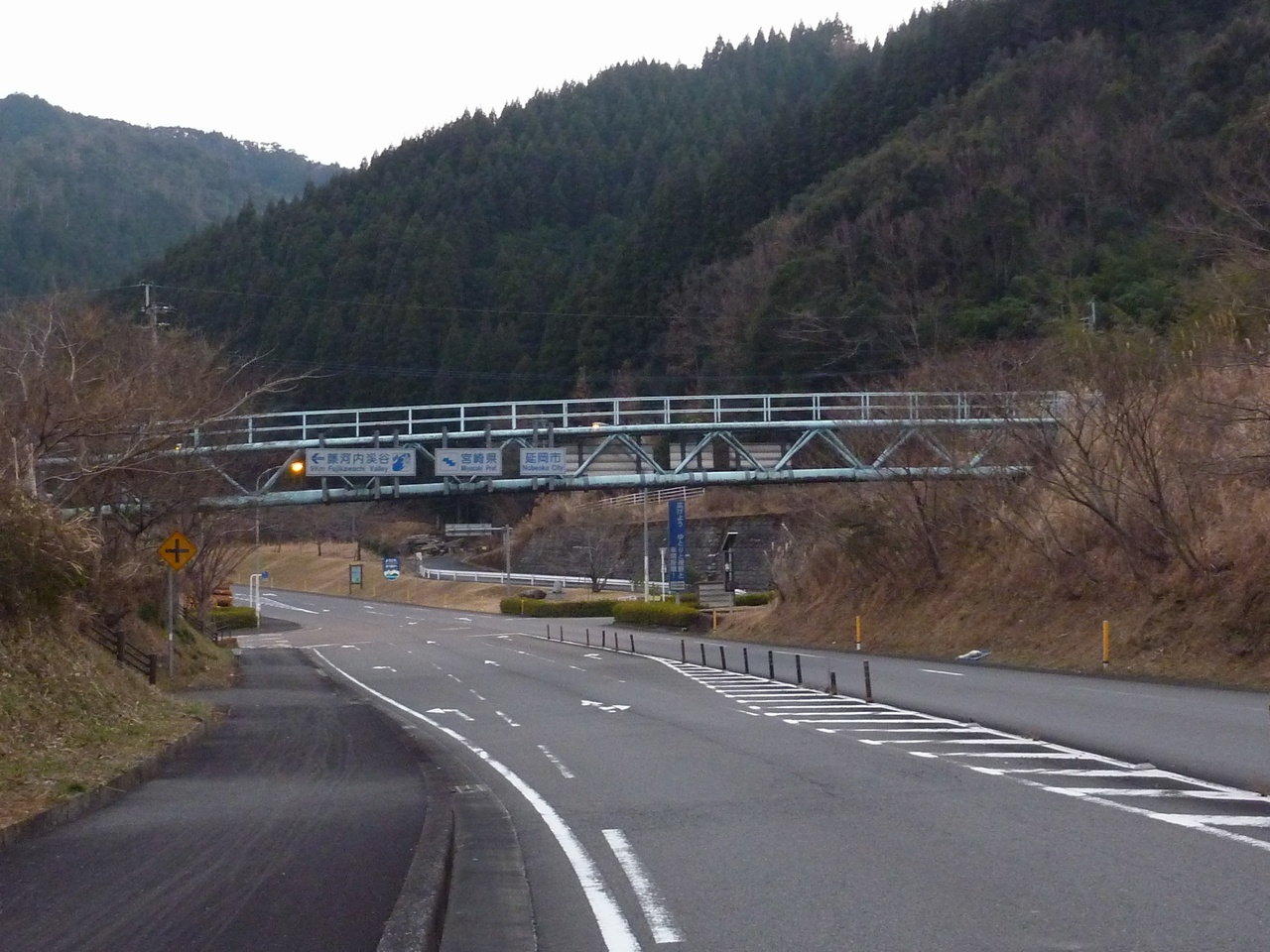
県境（宮崎県側）

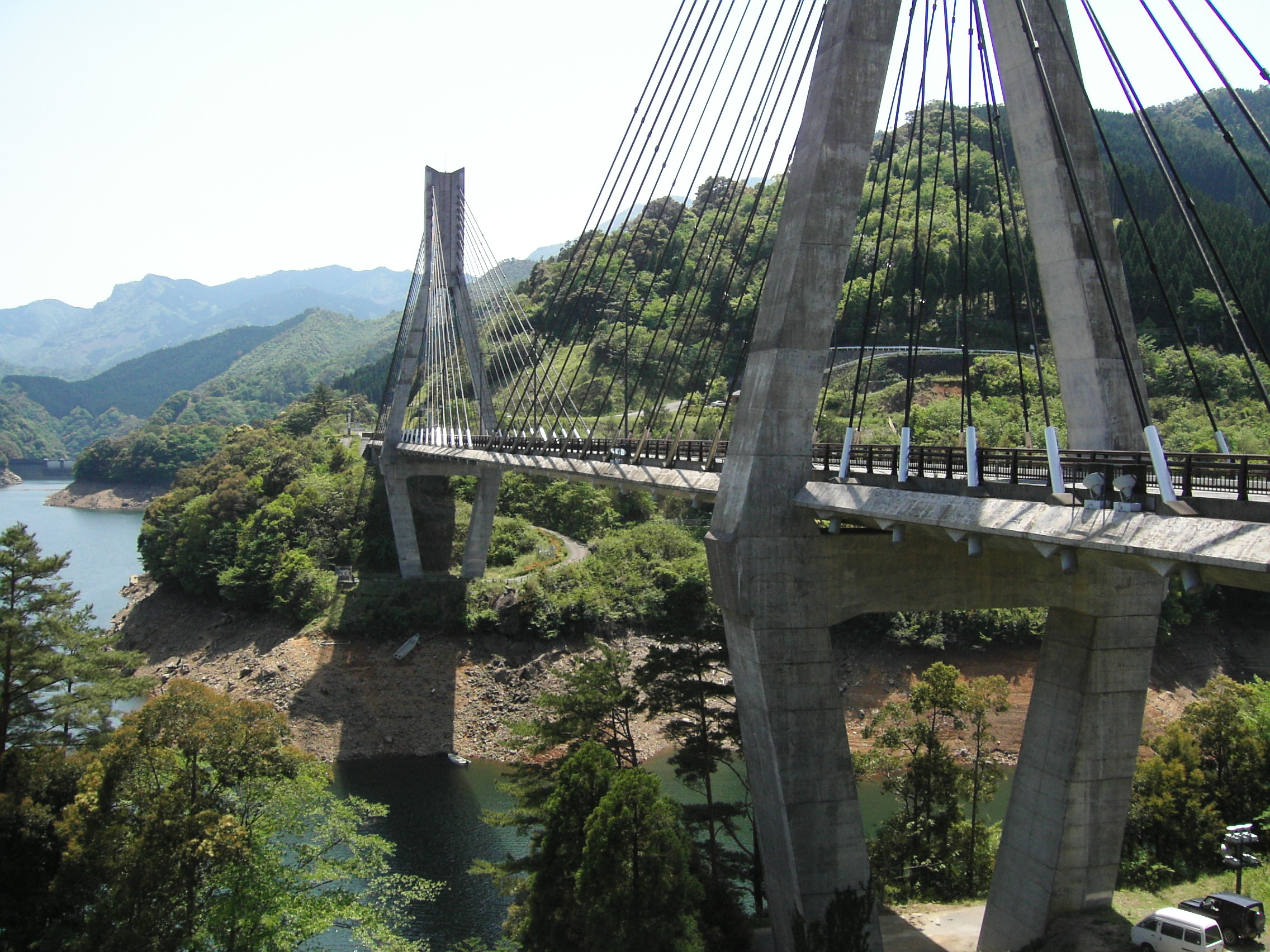
唄げんか大橋（大分県佐伯市宇目）

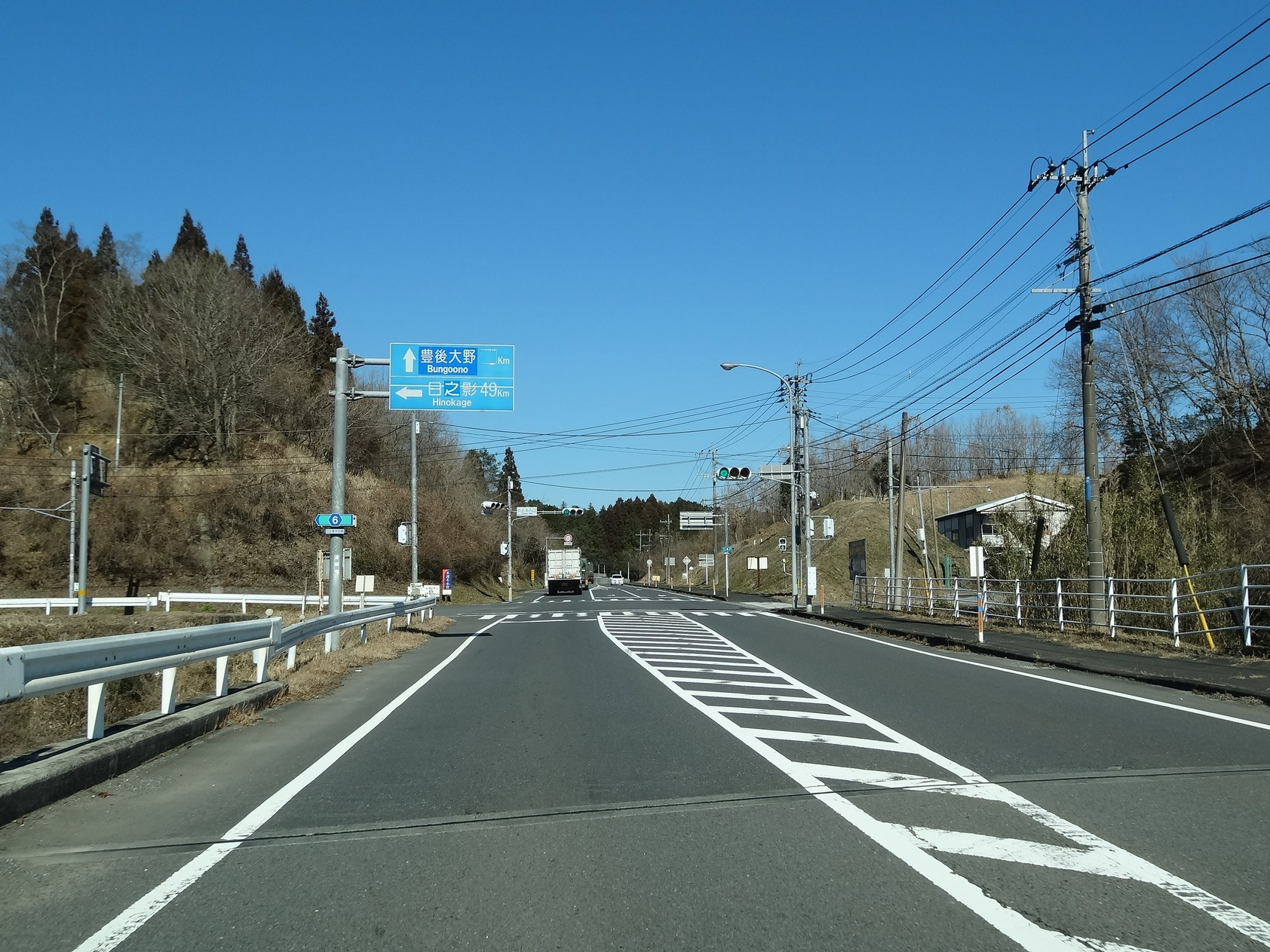
ととろ入口交差点（大分県佐伯市宇目）

### 通称
- 三国街道

### バイパス
- 三国バイパス
- 桑の原バイパス
- 八戸バイパス
- 宇目バイパス
- 内山バイパス

### 重複区間
- 国道388号（宮崎県延岡市昭和町（起点） - 延岡市大門町）
- 国道10号（宮崎県延岡市昭和町（起点） - 延岡市北川町川内名・曽立交差点）
- 国道502号（大分県豊後大野市三重町市場・市場一区交差点 - 豊後大野市三重町小坂・三重原交差点）

### 道路施設

#### 橋梁
- 宮崎県延岡市[4]
  - 祝子大橋：横長128 m[5]、祝子川（粟野名町）
  - 恵比須橋：横長311 m、北川（北川町川内名）
  - 大黒橋：北川（北川町川内名）
  - 毘沙門橋：横長242.0 m、北川（北川町川内名）
  - 福寿橋：北川（北川町川内名）
  - 布袋尊橋：北川（北川町川内名）
  - 寿老人橋：横長109 m、北川（北川町川内名）
  - 椎屋橋：横長7.7 m
  - 山神橋：横長6.5 m
  - 長原橋：横長49.8 m
  - 榧小屋橋：横長93.0 m
- 大分県佐伯市[6]
  - 新桑の原橋：横長57 m、桑原川（宇目大字南田原）
  - 梅の里橋：清部谷（宇目大字南田原）
  - 鷹鳥屋橋：管谷（宇目大字南田原）
  - 南田原橋：烏帽子谷（宇目大字南田原）
  - 熊野橋：横手谷（宇目大字南田原）
  - 唄げんか大橋：中岳川（宇目大字南田原）
  - 田代大橋：横長100 m、広田川（宇目大字南田原）
  - 田原大橋：横長19.6 m、田原川（宇目大字南田原）
  - 平瀬大橋：横長108 m、北川（宇目大字小野市）
  - 越野陸橋（宇目大字小野市）
  - 名称不明：黒原川（宇目大字小野市）
  - 小野市大橋：61.6 m、北川（宇目大字小野市）
  - 釘戸橋：横長74 m、北川（宇目大字小野市）
  - 中の原橋：横長70 m、北川（宇目大字小野市）
  - 柚の木迫橋：横長60 m、北川（宇目大字小野市）
  - 黒土橋：北川（宇目大字小野市）
  - 土取橋：北川（宇目大字小野市）
  - 赤迫橋：横長60 m、北川（宇目大字小野市）
  - 中園橋：北川（宇目大字小野市）
  - 平野橋：横長48 m
  - 上津小野橋：北川（宇目大字小野市）
  - 桜坂橋：北川（宇目大字小野市）
  - 三国峠橋：横長142 m、北川（宇目大字小野市）
  - 柳瀬橋：107.5 m
- 大分県豊後大野市[6][7]
  - 奥畑橋：小木浦川（三重町奥畑）
  - 坂本橋（三重町鷲谷）
  - 猿石橋：内の下谷（三重町鷲谷）
  - 芳の奥橋：芳の奥谷（三重町鷲谷）
  - 窟岩橋：鷲の巣谷（三重町鷲谷）
  - 松谷大橋（三重町内山）
  - 観音大橋（三重町内山）
  - 内山大橋：北谷（三重町内山）
  - 鳥居木橋（三重町内山）
  - 新鬼塚橋：橋長19.8 m、三重川（三重町内田）
  - 御霊橋：横長14.8 m、秋葉川（三重町秋葉）
  - 弁天橋：玉田川（三重町赤峰）
  - 浅瀬橋：又井川（三重町浅瀬）
  - 大宮橋：横長170 m、三重川（犬飼町大寒）
  - 山奥橋：横長12.5 m（犬飼町大寒）
  - 鉢久保橋：横長10.5 m
  - 奥田跨線橋：横長18 m
  - 高松陸橋：横長12.5 m
  - 新鬼塚橋：横長19.8 m
  - 下津尾橋：横長8.4 m
  - 犬飼大橋：横長258 m、大野川（犬飼町下津尾 - 犬飼町久原）

#### トンネル
起点から
- 宮崎県延岡市[8]
  - 和田越隧道：延長160 m（無鹿町一丁目 - 大峡町、国道10号重複区間）
  - はゆまトンネル：延長265 m（北川町長井、国道10号重複区間）
  - 八戸トンネル：延長291 m（北川町川内名）
  - 椎葉谷トンネル：延長512 m（北川町川内名）
  - 上河原トンネル：延長332 m（北川町川内名）
  - 下赤稲荷トンネル：延長297 m（北川町川内名）
  - 上赤トンネル：延長243 m（北川町川内名）
  - 先の越トンネル：延長145 m（北川町川内名）
- 大分県佐伯市[9]
  - 桑の原トンネル：延長1,613 m（宇目大字南田原）
  - 堂間トンネル（宇目大字南田原）
  - 三国トンネル：延長1,176 m（宇目大字小野市 - 豊後大野市三重町奥畑）
- 大分県豊後大野市[7][9]
  - 小木浦トンネル：延長394 m（三重町奥畑）
  - 奥畑トンネル：延長737 m（三重町奥畑）
  - 鷲谷トンネル：延長143 m（三重町鷲谷）
  - 中茶屋トンネル：延長98 m（三重町鷲谷）
  - 松谷トンネル：延長417 m（三重町内山）
  - 内山トンネル：延長97 m（三重町内山）
  - 田原トンネル：延長168 m（犬飼町田原）

#### 道の駅
- 宮崎県
  - 北川はゆま（延岡市北川町長井、国道10号重複区間内）
- 大分県
  - 宇目（佐伯市宇目大字南田原）
  - みえ（豊後大野市三重町宮野）

### 路線付近の標高

高低図（横軸は起点からの路線距離）

## 地理

### 通過する自治体
- 宮崎県
  - 延岡市
- 大分県
  - 佐伯市 - 豊後大野市

### 交差する道路
| 交差する道路                                                                     | 都道府県名 | 市町村名   | 交差する場所   | 交差する場所         |
| -------------------------------------------------------------------------------- | ---------- | ---------- | -------------- | -------------------- |
| 国道10号 / 延岡バイパス 重複区間起点 国道218号 / 神話街道 国道388号 重複区間起点 | 宮崎県     | 延岡市     | 昭和町         | 起点                 |
| 宮崎県道223号延岡港線                                                            | 宮崎県     | 延岡市     | 粟野名町       |                      |
| 国道388号 / 無鹿バイパス 重複区間終点                                            | 宮崎県     | 延岡市     | 大門町         |                      |
| 宮崎県道16号稲葉崎平原線                                                         | 宮崎県     | 延岡市     | 無鹿町         | 和田越交差点         |
| 宮崎県道219号日向長井停車場線                                                    | 宮崎県     | 延岡市     | 北川町長井     |                      |
| E10 東九州自動車道 / 延岡道路                                                    | 宮崎県     | 延岡市     | 北川町長井     | 21 北川IC            |
| 国道10号 重複区間終点                                                            | 宮崎県     | 延岡市     | 北川町川内名   | 曽立交差点           |
| 宮崎県道・大分県道6号日之影宇目線 / 三国街道                                     | 大分県     | 佐伯市     | 宇目大字南田原 | ととろ入口交差点     |
| 大分県道39号小野市重岡線                                                         | 大分県     | 佐伯市     | 宇目大字小野市 | 宇目町上小野市交差点 |
| 国道502号 重複区間起点                                                           | 大分県     | 豊後大野市 | 三重町市場     | 市場一区交差点       |
| 大分県道517号三重停車場線                                                        | 大分県     | 豊後大野市 | 三重町市場     | 市場ロータリー交差点 |
| 大分県道35号三重弥生線                                                           | 大分県     | 豊後大野市 | 三重町市場     |                      |
| 国道502号 重複区間終点                                                           | 大分県     | 豊後大野市 | 三重町芦刈     | 三重原交差点         |
| 大分県道636号百枝浅瀬野津線 / 日向街道 重複区間起点                              | 大分県     | 豊後大野市 | 三重町宮野     |                      |
| 大分県道636号百枝浅瀬野津線 / 日向街道 重複区間終点                              | 大分県     | 豊後大野市 | 犬飼町大寒     |                      |
| 大分県道57号竹田犬飼線 / 肥後街道                                                | 大分県     | 豊後大野市 | 犬飼町下津尾   | 下津尾交差点         |
| 大分県道631号中判田犬飼線                                                        | 大分県     | 豊後大野市 | 犬飼町久原     |                      |
| 国道10号                                                                         | 大分県     | 豊後大野市 | 犬飼町久原     | 久原交差点 / 終点    |

### 交差する鉄道
- 日豊本線
- 豊肥本線

### 沿線
起点から

| - 宮崎県延岡市 - JR九州日豊本線 - 延岡駅 - 北延岡駅 - 日向長井駅 - 延岡市立東海東小学校 - 延岡市立東海中学校 - 西郷隆盛宿陣跡資料館 - 延岡市立北川小学校 - 延岡市立北川中学校 - 延岡市北川町総合支所 - 北川発電所 - 大分県佐伯市 - 北川ダム - 唄げんか大橋 - 三国峠 - 宇目温泉 - トトロの森 | - 大分県豊後大野市 - 大分県立三重総合高等学校 - 豊後大野市役所 - 豊後大野市立三重第一小学校 - 豊後大野市立三重中学校 - JR九州豊肥本線 - 三重町駅 - 菅尾駅 - 豊後大野市立三重東小学校 - 豊後大野市立菅尾小学校 - 豊後大野市役所犬飼支所 - 大分銀行犬飼支店 - 豊後大野市立犬飼中学校 - 豊後大野市立犬飼小学校 |